# Portomaggiore
Portomaggiore är en ort och kommun i provinsen Ferrara i regionen Emilia-Romagna i Italien. Kommunen hade 11 604 invånare (2018).